# Ace Frehley (альбом)
Ace Frehley — дебютный сольный альбом соло-гитариста американской хард-рок-группы Kiss Эйса Фрейли, выпущенный в 1978 году. Один из четырёх сольных альбомов, выпущенных участниками Kiss 18 сентября 1978 года

## Об альбоме
Альбом был спродюсирован самим Эйсом Фрейли совместно с Эдди Крамером. На альбоме партию ударных исполнил Антон Фиг, который позже станет сессионным участником группы KISS на альбомах Dynasty и Unmasked, а также барабанщиком группы Эйса «Frehley’s Comet». Фиг вместе с Виллом Ли, который играл на трёх треках этого альбома, станут позже членами группы Пола Шаффера на Late Night with David Letterman и The Late Show with David Letterman.
Две песни с этого альбома, «Rip It Out» и «Snow Blind», были перепеты группами Chemical People и Skin Yard на диске Hard to Believe: Kiss Covers Compilation. Foo Fighters выпустили кавер на песню «Ozone» как би-сайд к их синглу «I'll Stick Around». Песни «Snowblind» и «Fractured Mirror» были также переиграны Даймбэгом Дарреллом, который был огромным фанатом Эйса и даже имел тату на своей груди в виде обложки альбома Ace Frehley.

## Выход альбома
«New York Groove» поднялся до 13-го места в чарте Billboard, это самый высокий показатель для Kiss, начиная с песни «Beth» 1976 года, до песни «I Was Made for Lovin' You», которая вышла годом позже (11-е место). Сам альбом занял 26-е место в американском чарте Билбоард. Альбом стал платиновым 2 октября 1978 года, когда было продано 1 000 000 его копий.

## Отзывы критиков
| Оценки критиков                  | Оценки критиков |
| Источник                         | Оценка          |
| -------------------------------- | --------------- |
| AllMusic                         | [ 4 ]           |
| Collector's Guide to Heavy Metal | 8/10            |
| Pitchfork                        | (8.5/10)        |
| Rolling Stone                    | [ 7 ]           |

Альбом был очень тепло принят профессиональными критиками. Грег Прато из Allmusic назвал альбом самым удачным из четвёрки сольников Kiss, отметив, что он вышел самым близким к традиционному звучанию группы. Джейсон Джозефес из Pitchfork назвал альбом удачным сочетанием рок-риффов, пауэр-попа и маленькой доли соула.

## Список композиций

### Сторона 1
1. «Rip It Out» (Ace Frehley, Larry Kelly, Sue Kelly) — 3:39
2. «Speedin' Back to My Baby» (A. Frehley, Jeanette Frehley) — 3:35
3. «Snow Blind» (Frehley) — 3:54
4. «Ozone» (Frehley) — 4:41
5. «What’s on Your Mind?» (Frehley) — 3:26

### Сторона 2
1. «New York Groove» (Russ Ballard) — 3:01
2. «I’m in Need of Love» (Frehley) — 4:36
3. «Wiped-Out» (Frehley, Anton Fig) — 4:08
4. «Fractured Mirror» (Frehley) — 5:25

## Участники записи
- Эйс Фрейли — вокал, бэк-вокал, соло-гитара, акустическая гитара, синтезатор, бас-гитара
- Энтон Фиг — ударные, перкуссия
- Уилл Ли — бас-гитара на «Ozone», «Wiped-Out» и «I’m In Need of Love»
- Карл Талларико — ударные на «Fractured Mirror»
- Дэвид Ласли и Сьюзан Коллинз — бэк-вокал на «Speedin' Back to My Baby», «New York Groove» и «What’s On Your Mind?»
- Ларри Келли — бэк-вокал на «Rip It Out»
- Билл 'Бэар' Шаниман — колокол на «Fractured Mirror»
- Бобби МакАдамс — битбокс на «New York Groove»

## Чарты
| Чарт    | Лучшая позиция |
| ------- | -------------- |
| США     | 26             |
| Япония  | 30             |
| Австрия | 48             |
| Канада  | 34             |

Альбом — Журнал Биллбоард (Северная Америка)
| Год  | Чарт       | Позиция |
| ---- | ---------- | ------- |
| 1978 | Pop Albums | 26      |

Синглы — Чарты Биллбоард (США)
| Год  | Сингл             | Чарт        | Позиция |
| ---- | ----------------- | ----------- | ------- |
| 1978 | «New York Groove» | Pop Singles | 13      |

Синглы — Чарты Биллбоард (Канада)
| Год  | Сингл             | Чарт        | Позиция |
| ---- | ----------------- | ----------- | ------- |
| 1978 | «New York Groove» | Pop Singles | 25      |

| Сертификатор | Сертификация | Продано   |
| ------------ | ------------ | --------- |
| RIAA (U.S.)  | Платиновый   | 1,000,000 |